# Трој (Мичиген)
Трој (Мичиген) (енгл. Troy) град је у америчкој савезној држави Мичиген. По попису становништва из 2010. у њему је живело 80.980 становника.

## Демографија
Према попису становништва из 2010. у граду је живело 80.980 становника, што је 21 (0,0%) становника више него 2000. године.
| Група             | 2000.          | 2010.          |
| Белци             | 65.809 (81,3%) | 58.869 (72,7%) |
| Афроамериканци    | 1.694 (2,1%)   | 3.240 (4,0%)   |
| Азијати           | 10.730 (13,3%) | 15.462 (19,1%) |
| Хиспаноамериканци | 1.184 (1,5%)   | 1.710 (2,1%)   |
| Укупно            | 80.959         | 80.980         |